# المسيحية في جزر فارو

كاتدرائية تورسهافن (يسار).

تُشكل المسيحية في جزر فارو أكثر الديانات انتشاراً بين السكان، دخلت المسيحية إلى جزر فارو عام 999، وتبنّت جزر فارو المذهب البروتستانتي في 1 يناير 1540. وفقًا للإحصاءات الرسمية من عام 2011 حوالي 95.4% من السكان في جزر فارو مسيحيين، منهم حوالي 81.6% أعضاء في الكنيسة الرسمية للدولة، أو كنيسة جزر فارو اللوثرية (باللغة الفارويَّة :Fólkakirkjan)، وهي كنيسة وطنية لوثرية أصبحت مستقلة عن كنيسة الدنمارك في عام 2007. معدل الحضور في الكنائس وممارسة الطقوس المسيحية في جزر فارو هو الأعلى من بين الدول الإسكندنافية.
وفقًا لملحمة فريينا التاريخيَّة، جلب سيجموندور بريستيسون الديانة المسيحية إلى الجزر قبل عام 999. وتشير الآثار المسيحيَّة القديمة تشير إلى وصول أشكال من التقاليد المسيحية الكلتيَّة قبل ذلك بحوالي 150 سنة على الأقل. وقد تبني حركة الإصلاح البروتستانتي في جزر فارو رسميًا في 1 يناير من عام 1540.وكان من بين رجال الدين الذين لديهم أهمية تاريخية كل من فينسيسلاوس أولريكوس هامرشيمب (1819-1909)، وفريريكور بيترسن (1853-1917) وجاكوب دال (1878-1944)، والذي كان له تأثير كبير في ضمان الصلاة باللغة الفارويَّة خلال تأدية الطقوس الدينيَّة بدلاً من اللغة الدانماركية. في أواخر عقد 1820، تأسست الحركة الدينية الإنجيلية المسيحية، والأخوة بليموث في إنجلترا. وفي عام 1865، سافر ويليام جيبسون سلون وهو عضو من هذه الحركة، إلى جزر فارو من شتلاند. وفي مطلع القرن العشرين، بلغ عدد الأخوة بليموث إلى حوالي الثلاثين عضوًا. اليوم، حوالي 10% من سكان فارو هم أعضاء في جماعة الاخوة، في حين أنَّ حوالي 3% من السكان تنتمي إلى الحركة الكاريزمية. وينتمي حوالي 2% من السكان إلى جماعات مسيحية أخرى. ويدير السبتيون مدرسة خاصة في تورشافن. ولدى شهود يهوه أيضًا أربعة تجمعات تضم حوالي 121 عضوًا. كما وتضم الكنيسة الرومانية الكاثوليكية حوالي 170 عضوًا وترعى أمورهم الدينية أبرشية كوبنهاغن الرومانية الكاثوليكية. كما تدير الكنيسة مدرسة كاثوليكية من قبل رهبان الفرنسيسكان. في عام 1948، قام فيكتور دانيلسن بالانتهاء من ترجمة الكتاب المقدس الأولى إلى اللغة الفارويَّة.